# ویشبون اش
ویشبُون اَش (انگلیسی: Wishbone Ash) گروه موسیقی راک چهارنفرهٔ بریتانیایی است که اوایل تا سال‌های میانی دهه ۱۹۷۰ با آلبوم‌هایی همچون ویشبون اش، زیارت (Pilgrimage)، آرگوس (Argus)، اصطکاک وجود دارد (There's the Rub) و انگلستان نو (New England) به شهرت رسید.
ویشبون اش از مبدعان و آغازگران دونوازی گیتار لید بوده است و گیتارنوازان لیدِ گروه، اندی پاول و تد ترنر، از مهم‌ترین گیتارنوازان تاریخ موسیقی راک به‌شمار می‌روند.